# Braya
Braya é um género botânico pertencente à família Brassicaceae.

## Espécies
Espécies compreendidas:
- Braya alpina Sternb. & Hoppe
- Braya fernaldii Abbe
- Braya forrestii W.W.Sm.
- Braya glabella Richardson
- Braya humilis (C.A. Mey.) B.L. Rob.
- Braya linearis Rouy
- Braya longii Fernald
- Braya pilosa Hook.
- Braya rosea (Turcz.) Bunge
- Braya scharnhorstii Regel & Schmalh.
- Braya thorild-wulffii Ostenf.